# Jules Burnet
Jules Burnet est un homme politique français né le 6 novembre 1863 à Paris et mort le 5 janvier 1937 à Vernon (Eure).

## Biographie
Ancien externes des hôpitaux de Paris, médecin libéral à Vernon, il préside l'union ouvrière vernonnaise, la mutuelle des veuves de guerre et la section locale du Souvenir français. Il est député de l'Eure de 1919 à 1924, siégeant au groupe de l'Entente républicaine démocratique.

## Sources
- « Jules Burnet », dans le Dictionnaire des parlementaires français (1889-1940), sous la direction de Jean Jolly, PUF, 1960 [détail de l’édition]